# Любостанский сельсовет
Любостанский сельсовет — сельское поселение в Большесолдатском районе Курской области Российской Федерации.
Административный центр — село Любостань.

## История
Статус и границы сельского поселения установлены Законом Курской области от 21 октября 2004 года № 48-ЗКО «О муниципальных образованиях Курской области».

## Население
| 2002  | 2010  | 2012  | 2013  | 2014  | 2015  | 2016  |
| ----- | ----- | ----- | ----- | ----- | ----- | ----- |
| 1027  | ↗1483 | ↘1419 | ↘1357 | ↘1334 | ↘1289 | ↘1253 |
| 2017  | 2018  | 2019  | 2020  | 2021  |       |       |
| ↘1222 | ↘1196 | ↘1167 | ↘1139 | ↘1040 |       |       |

## Состав сельского поселения
| № | Населённый пункт | Тип населённого пункта       | Население |
| - | ---------------- | ---------------------------- | --------- |
| 1 | Андреевский      | посёлок                      | ↘0        |
| 2 | Большой Каменец  | деревня                      | ↘66       |
| 3 | Весёлый          | посёлок                      | ↘24       |
| 4 | Выдрин           | посёлок                      | ↘1        |
| 5 | Левшино          | деревня                      | ↘49       |
| 6 | Леоновка         | деревня                      | ↘266      |
| 7 | Любостань        | село, административный центр | ↘601      |
| 8 | Скородное        | село                         | ↘476      |